# Onesiphoros

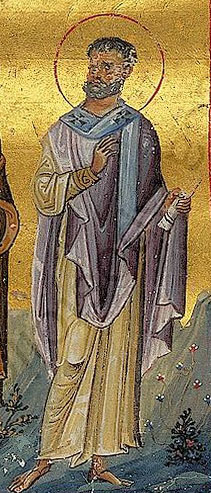
Onesiphoros (aus dem Menologion Basileios’ II.)

Onesiphoros (altgriechisch Ὀνησίφορος Onēsíphoros, deutsch ‚der Nutzbringende‘; lateinisch Onesiphorus; † um 81?) war ein früher Christ, der im Neuen Testament erwähnt wird.
Im 2. Brief des Paulus an Timotheus taucht der Name Onesiphoros zweimal auf (2 Tim 1,16–18  und 2 Tim 4,19 ). Dabei lobt Paulus den Onesiphoros für dessen Mut, Gastfreundschaft und Güte, während andere Christen in Asien ihn im Stich gelassen hätten. Paulus spielt auch auf frühere Dienste an, die Onesiphoros ihm in Ephesos geleistet hatte und die Timotheus offensichtlich bekannt waren. Da Paulus in dem Brief von Onesiphoros nur in der Vergangenheitsform spricht, ist es möglich, dass dieser zu diesem Zeitpunkt bereits verstorben war, doch bleibt dies ungewiss.
Dem Martyrologium zufolge soll Onesiphoros am Hellespont gemeinsam mit dem Heiligen Porphyrios von einem Prokonsul namens Hadrian gefoltert und hingerichtet worden sein. Onesiphoros wird als Heiliger verehrt, seine Gedenktage sind der 6. September und der 29. April.